# Villanueva de Azoague
Villanueva de Azoague község Spanyolországban,  Zamora tartományban. Villanueva de Azoague Benavente és Vidayanes községekkel határos. Lakosainak száma 381 fő (2024).

## Népesség
A település népessége az utóbbi években az alábbiak szerint változott:
| Lakosok száma | 357  | 315  | 320  | 329  | 327  | 324  | 340  | 350  | 356  | 381  |
|               | 2001 | 2004 | 2007 | 2009 | 2012 | 2014 | 2017 | 2019 | 2022 | 2024 |